# ルネ・クレール
ルネ・クレール（René Clair, 本名：ルネ＝リュシアン・ショメット（René-Lucien Chomette）、1898年11月11日 - 1981年3月15日） は、フランスの映画監督・脚本家・映画プロデューサーで「詩的リアリズム」の監督といわれる。

## 来歴
1898年11月11日、パリでルネ＝リュシアン・ショメットとして生まれ、エミール・ゾラが「パリの胃袋」と呼んだ中央卸売市場のあったパリ1区レ・アル地区で育った。その後、リセ・モンテーニュ (fr) とリセ・ルイ＝ル＝グランで学んだ。第一次世界大戦では衛生兵として参加して救急車を運転した。戦後、ルネ・デプレ（René Després）の名でジャーナリストとなった。シャンソン歌手のダミアに歌詞を提供したことから、ダミアに紹介されて映画に出演した。出演した映画にロシアのヤーコフ・プロタザノフ監督の『死の意味』（1921年）、ルイ・フイヤード監督でサンクトペテルブルク出身のサンドラ・ミロヴァノフ主演の『孤児の娘』（1921年）があり、ロシア革命から逃げてきた白系ロシア人たちとの交流が生まれる。
1922年からブリュッセルで映画技法を学んだ。1924年、監督処女作となる『眠る巴里』 (Paris qui dort) 、次いでアバンギャルドの短編映画『幕間』を発表した。ロシア領ポーランド生まれの舞台装置家ラザール・メールソンなどと知り合う。以後、『巴里の屋根の下』（1930年）で「詩的レアリスム」の監督として評価されることになる。『自由を我等に』（1931年）など、詩情と諧謔と風刺に溢れる多くの映画を発表した。喜劇の『最後の億万長者』（1934年）は日本では評価されたものの、失敗したことから映画プロデューサーのアレクサンダー・コルダに誘われて1935年からはイギリスに渡り、『幽霊西へ行く』（1935年）など2本の作品を発表した。
第二次世界大戦時にはハリウッドに移り、『奥様は魔女』（1942年）やアガサ・クリスティ原作の『そして誰もいなくなった』（1945年）など5本の作品を発表したが、ヴィシー政権からは国籍を剥奪された。戦後、1947年の『沈黙は金』でフランス映画界に復帰した。
その後も『悪魔の美しさ』（1950年）や『夜ごとの美女』（1952年）、『夜の騎士道』（1955年）などを発表し、高く評価された。1953年にはケンブリッジ大学から名誉教授号が授与された。同年、シネマフランセのグランプリを受賞した。1960年にはアカデミー・フランセーズの会員に選出された。1970年には日本万国博覧会のために来日した。
1981年3月15日、ヌイイ＝シュル＝セーヌで死去した。

## 人物
ジャック・フェデー、ジャン・ルノワール、ジュリアン・デュヴィヴィエ、マルセル・カルネと並んで、古典フランス映画における「ビッグ5」（「詩的リアリズム」）の一人として知られる。映画監督のアンリ・ショメットは兄弟である。
アンパンマンなどで知られる漫画家のやなせたかしはくレールを敬愛していることで知られている。

## 監督作品
- 幕間 - Entr'acte （1924年） 短編
- 眠るパリ Paris qui dort （1924年） 短編
- Le fantôme du Moulin-Rouge （1925年）
- Le voyage imaginaire （1926年）
- La proie du vent （1927年）
- イタリア麦の帽子 Un chapeau de paille d'Italie （1928年）
- Les deux timides （1928年）
- 巴里の屋根の下 Sous les toits de Paris （1930年）
- ル・ミリオン Le Million （1931年）
- 自由を我等に À nous la liberté （1931年）
- 巴里祭 Quatorze Juillet （1932年）- フランソワ・トリュフォーは『巴里の屋根の下』『『ル・ミリオン』を「パリ三部作」と呼び、「幸福な映画作家だったと言っていい」という[3]
- 最後の億萬長者 Le dernier milliardaire （1934年）
- 幽霊西へ行く The Ghost Goes West （1935年）
- Break the News （1938年）
- 焔の女 The Flame of New Orleans （1941年）
- 奥様は魔女 I Married a Witch （1942年）
- 提督の館 Forever and a Day （1943年）
- 明日を知った男 It Happened Tomorrow （1944年）
- そして誰もいなくなった And Then There Were None （1945年）
- 沈黙は金 Le Silence est d'or （1947年）
- 悪魔の美しさ La Beauté du diable （1950年）
- 夜ごとの美女 Les Belles de nuit （1952年）
- 夜の騎士道 Les Grandes manoeuvres （1955年）
- リラの門 Porte des Lilas （1957年）
- フランス女性と恋愛 La Française et l'Amour （1960年）
- Tout l'or du monde （1961年）
- Les fêtes galantes （1965年）